# Irene de Grècia (princesa de Grècia)
Irene de Grècia, princesa de Grècia, princesa de Grècia i de Dinamarca va néixer l'11 de maig de 1942 a Ciutat del Cap (Sud-àfrica), filla del rei Pau I de Grècia i de la princesa Frederica de Hannover. Fou apadrinada pel cèlebre general Smuts.
Retornà a Grècia l'any 1946 amb els seus pares després de finalitzada la Segona Guerra Mundial i proclamada la monarquia. Estudià a Salem (Baden) i aviat demostrà un especial talent per la música i les religions orientals. Es convertí en diàconos de Grècia -princesa hereva- (1964-65). Partí a l'exili l'any 1967 i s'establí a l'Índia després d'una gira com a concertista professional. D'ençà de 1981, després de la mort de la reina Frederica, fixà la seva residència a Madrid, al Palau de la Zarzuela i des de 2018 té la nacionalitat espanyola. L'any 1986 fundà Mundo en Armonía, una organització dedicada a l'ajuda de la població menys afavorida de l'Índia a través de l'entrega de vaques lleteres i de microcrèdits.